# Phurba

Phurba

Phurba (tyb: སྤྲུལ་པ Wylie: sprul-pa) – trójstronny sztylet rytualny używany w tybetańskiej tradycji bön, buddyzmie tybetańskim oraz nepalskim szamanizmie zwanym dźhankri. Sanskryckim odpowiednikiem jest kilaja.